# Phaeacius azarkinae
Phaeacius azarkinae är en spindelart som beskrevs av Prószynski, Deeleman-Reinhold 20. Phaeacius azarkinae ingår i släktet Phaeacius och familjen hoppspindlar. Inga underarter finns listade i Catalogue of Life.